# Франк Кесс'є
Франк Янні́к Кесс'є́ (фр. Franck Kessié, нар. 19 грудня 1996) — івуарійський футболіст, півзахисник саудівського клубу «Аль-Ахлі» та національної збірної Кот-д'Івуару.

## Клубна кар'єра
Вихованець юнацьких команд футбольних клубів «Стелла д'Аджаме» та «Аталанта».
У дорослому футболі дебютував 2014 року виступами за команду клубу «Стелла д'Аджаме». 
У 2015 році підписав контракт із «Аталантою». 26 серпня був відданий в оренду в «Чезену» терміном на один сезон. 26 вересня дебютував за неї в Серії B поєдинком проти «Перуджі».
Перед сезоном 2016/17 повернувся до «Аталанти». 21 серпня 2016 року дебютував у Серії А у поєдинку проти «Лаціо». Кесс'є вийшов в основному складі і двічі відзначився, на 63-й та 67-й хвилинах. У сезоні 2016/17 разом з «Аталантою» Кесс'є посів 4 місце Серії А.
Влітку 2017 року Кесс'є перейшов до «Мілана» на правах дворічної оренди, за умови обов'язкового викупу. 20 серпня 2017 року у матчі першого туру забив за «Мілан» свій перший м'яч у новому сезоні, відзначившись із пенальті на 5-й хвилині матчу. У підсумку «росонері» перемогли «Кротоне» з рахунком 3:0.
Кар'єра Кесс'є у «Мілані» видалася досить успішною. Він з першого сезону закріпився в основі, і продовжував отримувати ігровий час за всіх наступних тренерів «Мілана». За Вінченцо Монтелли та Дженнаро Гаттузо, Франк грав в основному на позиції правого півзахисника в ігровій схемі 4-3-3. Основними перевагами івуарійця є витривалість та фізична підготовка.
З приходом у команду Стефано Піолі у жовтні 2019 року, Кесс'є став грати одного з двох опорних півзахисників, оскільки «Мілан» перейшов на схему 4-2-3-1.
Сезон 2020/21 став для Кесс'є найуспішнішим за його період виступу за «Мілан», відзначився 13 голами в Серії А і став другим бомбардиром команди.
Сезон 2021/22 Кесс'є проводив у складі «Мілана» як заключний, відмовившись продовжити контракт на умовах «Мілана». За підсумками сезону став чемпіоном Італії, вигравши з «Міланом» свій єдиний трофей.
Влітку 2022 року Кесс'є перейшов до «Барселони» на правах вільного агента. Контракт було укладено до 2026 року.

## Виступи за збірні
2013 року дебютував у складі юнацької збірної Кот-д'Івуару, взяв участь у 5 іграх на юнацькому рівні, відзначившись 2 забитими голами.
Протягом 2015 року залучався до складу молодіжної збірної Кот-д'Івуару. На молодіжному рівні зіграв у 7 офіційних матчах.
2015 року дебютував в офіційних матчах у складі національної збірної Кот-д'Івуару.
У складі збірної був учасником Кубка африканських націй 2017 року у Габоні.
| Дата       | Місто      | Господарі   | Результат | Гості        | Турнір                                   | Голи | Примітки |
| ---------- | ---------- | ----------- | --------- | ------------ | ---------------------------------------- | ---- | -------- |
| 6-9-2014   | Абіджан    | Кот-д'Івуар | 2 – 1     | Сьєрра-Леоне | Відбір до Кубка африканських націй 2015  | -    |          |
| 11-10-2014 | Кіншаса    | ДР Конго    | 1 – 2     | Кот-д'Івуар  | Відбір до Кубка африканських націй 2015  | -    | 64'      |
| 15-10-2014 | Абіджан    | Кот-д'Івуар | 3 – 4     | ДР Конго     | Відбір до Кубка африканських націй 2015  | -    | 47'      |
| 30-11-2014 | Нельспрюйт | ПАР         | 2 – 0     | Кот-д'Івуар  | товариський матч                         | -    |          |
| 20-5-2016  | Будапешт   | Угорщина    | 0 – 0     | Кот-д'Івуар  | товариський матч                         | -    | 46'      |
| 4-6-2016   | Буаке      | Кот-д'Івуар | 2 – 1     | Габон        | товариський матч                         | -    |          |
| 3-9-2016   | Буаке      | Кот-д'Івуар | 1 – 1     | Сьєрра-Леоне | Відбір до Кубка африканських націй 2017  | -    |          |
| 8-10-2016  | Буаке      | Кот-д'Івуар | 3 – 1     | Малі         | Відбір до ЧС 2018                        | -    |          |
| 12-11-2016 | Марракеш   | Марокко     | 0 – 0     | Кот-д'Івуар  | Відбір до ЧС 2018                        | -    |          |
| 15-11-2016 | Ланс       | Франція     | 0 – 0     | Кот-д'Івуар  | товариський матч                         | -    |          |
| 8-1-2017   | Абу-Дабі   | Швеція      | 1 – 2     | Кот-д'Івуар  | товариський матч                         | -    |          |
| 11-1-2017  | Абу-Дабі   | Кот-д'Івуар | 3 – 0     | Уганда       | товариський матч                         | -    | 64'      |
| 16-1-2017  | Оєм        | Кот-д'Івуар | 0 – 0     | Того         | Кубок африканських націй 2017 - 1° turno | -    |          |
| 20-1-2017  | Оєм        | Кот-д'Івуар | 2 – 2     | ДР Конго     | Кубок африканських націй 2017 - 1° turno | -    | 65'      |
| 24-1-2017  | Оєм        | Марокко     | 1 – 0     | Кот-д'Івуар  | Кубок африканських націй 2017 - 1° turno | -    | 84'      |
| Усього     |            | Матчів      | 15        |              | Голів                                    | 0    |          |

## Титули і досягнення
- Чемпіон Італії (1):

«Мілан»: 2021–22
- Чемпіон Іспанії (1):

«Барселона»: 2022–23
- Володар Суперкубка Іспанії (1):

«Барселона»: 2022
Збірні
- Чемпіон Африки (U-17): 2013
- Переможець Кубка африканських націй: 2024